# C-drone defect
C-Drone-Defect (qualche volta abbreviato  CDD) è un progetto solista Aggrotech di Marc Horstmeier; il gruppo è nato nel 1998. Il nome è stato scelto nel 2000 e, scritto in maniera  completa, risulta Counter-Drone-Defect.

## Discografia

### Album
| Data d'uscita | Titolo                   | Etichetta          |
| 2001          | Neural Dysorder Syndrome | Synthetic Symphony |
| 2004          | Nemesis                  | Noitekk            |
| 2009          | Dystopia                 | Noitekk            |

### Singoli
| Date dell'uscita | Titolo  | Etichetta          |
| 2001             | The Few | Synthetic Symphony |

### Internet
| Data d'uscita | Etichetta                |
| 1998          | Terra Nihil              |
| 2009          | Letters From Dystopia EP |